# Jürgen Maschl
Jürgen Maschl (* 21. Dezember 1975 in Wien) ist ein österreichischer Politiker (SPÖ). Er ist seit 2015 Bürgermeister der Gemeinde Schwadorf.

## Leben
Maschl wuchs im niederösterreichischen Schwadorf auf und maturierte 1995 an der Bundeshandelsakademie Bruck an der Leitha, anschließend absolvierte er seinen Präsenzdienst beim Österreichischen Bundesheer. Seit 2007 arbeitet er für den Abfallverband Schwechat, dessen Geschäftsführer er ist. 

## Politik
Seit 2015 ist Jürgen Maschl Bürgermeister seiner Heimatgemeinde Schwadorf. Im Februar 2022 übernahm er die Tätigkeit des Vorsitzenden der SPÖ im Bezirk Bruck an der Leitha. 2023 kandidierte er bei der Landtagswahl in Niederösterreich als Bezirksspitzenkandidat für die SPÖ auf Platz 13 der Landesliste. Nach seinem verpassten Einzug in den Landtag entschied die SPÖ Niederösterreich ursprünglich Maschl gemeinsam mit Doris Hahn und Andreas Babler in den Bundesrat zu entsenden. Anstelle von Maschl wurde aber schlussendlich Christian Fischer nominiert und entsandt.